# آیسباخ

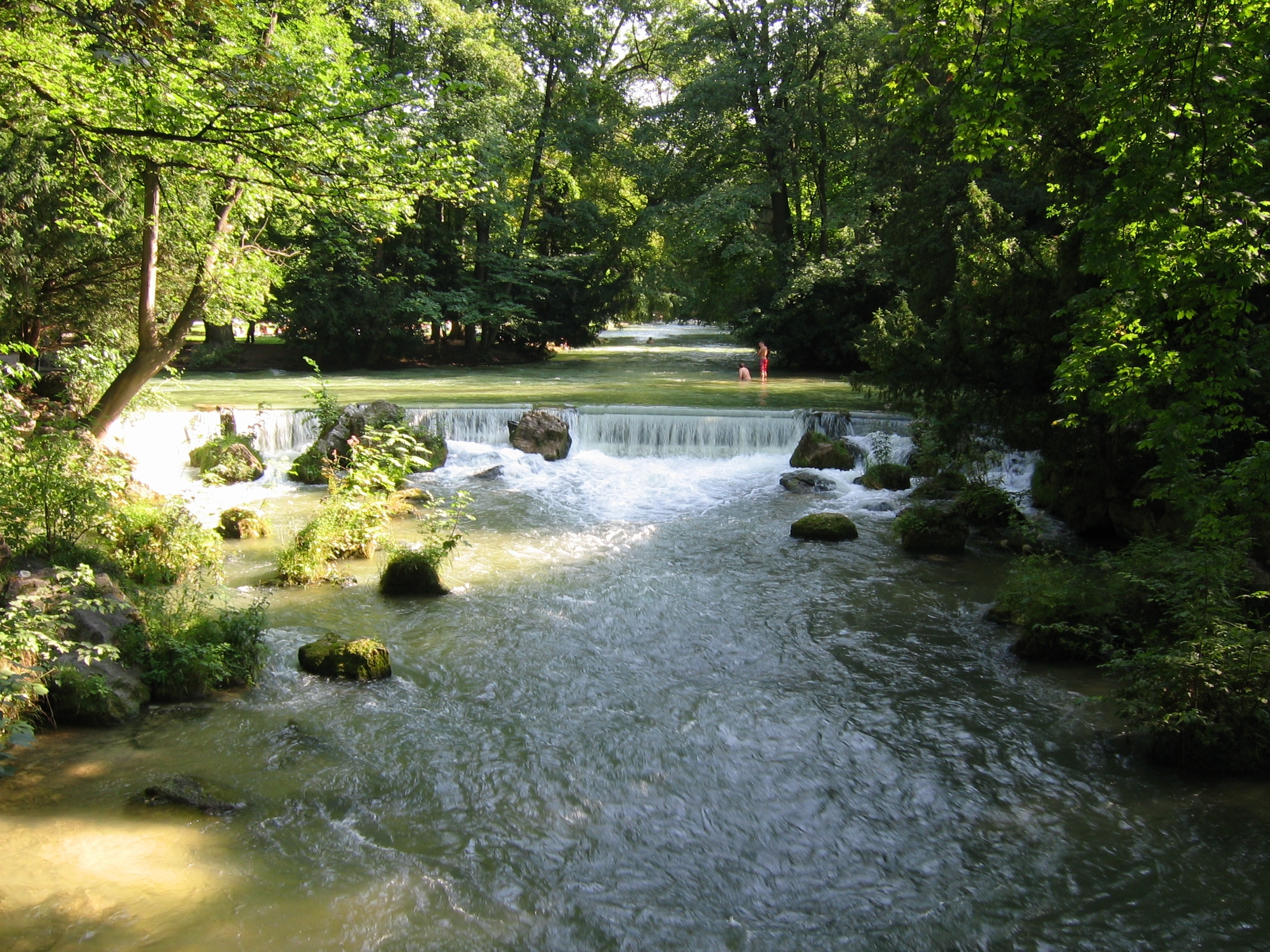
یک آبشار کوچک در طول آیسباخ

آیسباخ (به آلمانی: Eisbach) و به معنای جویبار یخ، یک رودخانه کوچک ساخته ی دست انسان در مونیخ آلمان است. این رود از میان پارک جنگلی ایلشا گاتن (به آلمانی: Englischer Garten) و به معنای باغ انگلیسی جریان می‌یابد. در طول این رود امواج مصنوعی نیز ایجاد می‌شوند. شنا کردن در این رود مجاز نمی‌باشد، اما در رعایت این قانون به ویژه در روزهای گرم تابستان اجباری وجود ندارد و شناگران بسیاری را در این وقت از سال می‌توان در این رودخانه مشاهده نمود. در سال ۲۰۰۳ یک شناگر و در سال ۲۰۰۷ یک فرد عادی در قسمت‌های کم عمق تر این رود غرق گشتند.
به دلیل وجود امواج مصنوعی در طول این رود که گاه تا بیش از یک متر نیز ارتفاع دارند رود آیسباخ به عنوان بزرگترین مرکز موج سواری رودخانه مصنوعی در دنیا مشهور است.